# Whitney Wright
Whitney Wright (* 20. September 1991 in Oklahoma City, Oklahoma) ist eine US-amerikanische Pornodarstellerin und Regisseurin.

## Leben
Whitney Wright ist seit 2016 als Pornodarstellerin und seit 2019 als Pornoregisseurin tätig. Die Internet Adult Film Database (IAFD) verzeichnete im November 2022 ihre Mitwirkung an insgesamt 763 Filmen als Darstellerin und an 58 Filme als Regisseurin.
Bei den XRCO Awards 2018 wurde sie in der Kategorie New Starlet persönlich ausgezeichnet. Bei den AVN Awards 2021 wurde sie in der Kategorie Best Group Sex Scene und der Kategorie Best Quarantine Sex Scene ausgezeichnet.

## Kontroverse
Im Januar 2024 reiste Wright nach Teheran und posierte dort in Einklang mit den islamischen Kleidervorschriften unter anderem neben einer zerrissenen US-Flagge die auf dem Boden lag und kommentierte das Bild mit:
„Wenn Sie sich an das Gesetz halten, ist der Iran ein sicheres Land.“
Die Frauenrechtlerin Masih Alinejad reagierte darauf mit den Worten:
„Der amerikanische Pornostar Whitney Wright ist im Iran, meinem Geburtsland, wo Frauen getötet werden, weil sie einfach ihre Haare zeigen und sich selbst treu bleiben. Iranische Frauen wollen sich nicht an ein diskriminierendes Gesetz halten. Rosa Parks hat sich gegen rassistische Gesetze in Amerika gewehrt und wurde zu einem Symbol des Widerstands. Wir, die Frauen im Iran, wollen wie Rosa Parks sein und nicht wie Whitney Wright.“
Der Soziologie-Professor Saeed Peyvandian, sagte gegenüber dem Onlinemagazin IranWire:
„Dass die Regierung ihren Besuch stillschweigend akzeptiert, deutet auf die Absicht hin, ein Bild der Islamischen Republik zu vermitteln, das den Behauptungen der internen Opposition widerspricht.“

## Auszeichnungen
- 2018: XRCO Award als New Starlet[4]
- 2021: AVN Award in der Kategorie Best Quarantine Sex Scene für Teenage Lesbian: One Year Later (zusammen mit Kristen Scott, Alina Lopez, Aidra Fox, Kenna James, Kendra Spade)
- 2021: AVN Award in der Kategorie Best Group Sex Scene für Climax (zusammen mit Angela White, Britney Amber, India Summer, Jane Wilde, Avi Love, Seth Gamble, Codey Steele, Ryan Driller, Eric Masterson)

## Filmografie (Auswahl)
- 2017: Kittens & Cougars 13
- 2017: Women Seeking Women 145
- 2017: Yoga Girls 4
- 2018: First Anal 6
- 2018: It’s a Daddy Thing! 8
- 2018: POV Sluts: Anal Edition 2
- 2018: Showcases Chapter 2
- 2019: Battle of the Asses 8
- 2019: DP Me 10
- 2019: Girls of Wrestling
- 2019: Moms Bang Teens 32
- 2019: Teenage Lesbian
- 2020: Internal Damnation 12
- 2019: Climax
- 2020: Tushy Raw 14
- 2020: Teenage Lesbian: One Year Later
- 2020: Cougar Queen: A Tiger King Parody
- 2022: Love, Sex & Music